# Listă de jocuri video considerate cele mai bune
Listă de jocuri video considerate cele mai bune:

## Lista
| An   | Joc video                                | Gen                   | Editură                                | Platforma originală               | Ref.                |
| ---- | ---------------------------------------- | --------------------- | -------------------------------------- | --------------------------------- | ------------------- |
| 1972 | Pong                                     | Sports                | Atari                                  | Arcade                            | [ upper-alpha 1 ]   |
| 1977 | Zork                                     | Adventure             | Infocom                                | PDP-10                            | [ upper-alpha 2 ]   |
| 1978 | Space Invaders                           | Shoot 'em up          | Taito                                  | Arcade                            | [ upper-alpha 3 ]   |
| 1979 | Asteroids                                | Shoot 'em up          | Atari                                  | Arcade                            | [ upper-alpha 4 ]   |
| 1980 | Missile Command                          | Shoot 'em up          | Atari                                  | Arcade                            | [ upper-alpha 5 ]   |
| 1980 | Pac-Man                                  | Maze                  | Namco                                  | Arcade                            | [ upper-alpha 6 ]   |
| 1981 | Defender                                 | Shoot 'em up          | Williams Entertainment                 | Arcade                            | [ upper-alpha 7 ]   |
| 1981 | Donkey Kong                              | Platform              | Nintendo                               | Arcade                            | [ upper-alpha 8 ]   |
| 1981 | Galaga                                   | Shoot 'em up          | Namco                                  | Arcade                            | [ upper-alpha 9 ]   |
| 1982 | Joust                                    | Action                | Williams Entertainment                 | Arcade                            | [ upper-alpha 10 ]  |
| 1982 | Ms. Pac-Man                              | Maze                  | Midway                                 | Arcade                            | [ upper-alpha 11 ]  |
| 1982 | Pitfall!                                 | Platform              | Activision                             | Atari 2600                        | [ upper-alpha 12 ]  |
| 1982 | Robotron: 2084                           | Top-down shooter      | Williams Entertainment                 | Arcade                            | [ upper-alpha 13 ]  |
| 1984 | Elite                                    | Space simulation      | Acornsoft                              | BBC Micro                         | [ upper-alpha 14 ]  |
| 1984 | Tetris                                   | Puzzle                | The Tetris Company                     | Electronika 60                    | [ upper-alpha 15 ]  |
| 1985 | Gauntlet                                 | Action role-playing   | Atari                                  | Arcade                            | [ upper-alpha 16 ]  |
| 1985 | Super Mario Bros.                        | Platform              | Nintendo                               | NES                               | [ upper-alpha 17 ]  |
| 1986 | Bubble Bobble                            | Platform              | Taito                                  | Arcade                            | [ upper-alpha 18 ]  |
| 1986 | The Legend of Zelda                      | Action-adventure      | Nintendo                               | NES                               | [ upper-alpha 19 ]  |
| 1986 | Out Run                                  | Racing                | Sega                                   | Arcade                            | [ upper-alpha 20 ]  |
| 1987 | Contra                                   | Run and gun           | Konami                                 | Arcade                            | [ upper-alpha 21 ]  |
| 1987 | Double Dragon                            | Beat 'em up           | Technos Japan                          | Arcade                            | [ upper-alpha 22 ]  |
| 1987 | Mike Tyson's Punch-Out!!                 | Sports                | Nintendo                               | NES                               | [ upper-alpha 23 ]  |
| 1987 | R-Type                                   | Shoot 'em up          | Irem                                   | Arcade                            | [ upper-alpha 24 ]  |
| 1988 | Mega Man 2                               | Platform              | Capcom                                 | NES                               | [ upper-alpha 25 ]  |
| 1988 | Super Mario Bros. 3                      | Platform              | Nintendo                               | NES                               | [ upper-alpha 26 ]  |
| 1989 | Prince of Persia                         | Platform              | Broderbund                             | Apple II                          | [ upper-alpha 27 ]  |
| 1989 | SimCity                                  | City-building         | Maxis                                  | Macintosh                         | [ upper-alpha 28 ]  |
| 1990 | The Secret of Monkey Island              | Adventure             | LucasArts                              | PC                                | [ upper-alpha 29 ]  |
| 1990 | Super Mario World                        | Platform              | Nintendo                               | Super NES                         | [ upper-alpha 30 ]  |
| 1991 | Another World                            | Platform              | Delphine Software                      | Amiga, Atari ST                   | [ upper-alpha 31 ]  |
| 1991 | Civilization                             | Turn-based strategy   | MicroProse                             | PC                                | [ upper-alpha 32 ]  |
| 1991 | The Legend of Zelda: A Link to the Past  | Action-adventure      | Nintendo                               | Super NES                         | [ upper-alpha 33 ]  |
| 1991 | Lemmings                                 | Puzzle                | Psygnosis                              | Amiga                             | [ upper-alpha 34 ]  |
| 1991 | Monkey Island 2: LeChuck's Revenge       | Adventure             | LucasArts                              | PC                                | [ upper-alpha 35 ]  |
| 1991 | Sonic the Hedgehog                       | Platform              | Sega                                   | Sega Genesis                      | [ upper-alpha 36 ]  |
| 1991 | Street Fighter II                        | Fighting              | Capcom                                 | Arcade                            | [ upper-alpha 37 ]  |
| 1992 | Mortal Kombat                            | Fighting              | Midway                                 | Arcade                            | [ upper-alpha 38 ]  |
| 1992 | Sonic the Hedgehog 2                     | Platform              | Sega                                   | Sega Genesis                      | [ upper-alpha 39 ]  |
| 1992 | Super Mario Kart                         | Kart racing           | Nintendo                               | Super NES                         | [ upper-alpha 40 ]  |
| 1992 | Wolfenstein 3D                           | First-person shooter  | Apogee Software                        | PC                                | [ upper-alpha 41 ]  |
| 1993 | Day of the Tentacle                      | Adventure             | LucasArts                              | PC                                | [ upper-alpha 42 ]  |
| 1993 | Doom                                     | First-person shooter  | id Software                            | PC                                | [ upper-alpha 43 ]  |
| 1993 | The Legend of Zelda: Link's Awakening    | Action-adventure      | Nintendo                               | Game Boy                          | [ upper-alpha 44 ]  |
| 1993 | Mortal Kombat II                         | Fighting              | Midway                                 | Arcade                            | [ upper-alpha 45 ]  |
| 1993 | Myst                                     | Adventure             | Broderbund                             | Macintosh                         | [ upper-alpha 46 ]  |
| 1993 | NBA Jam                                  | Sports                | Midway                                 | Arcade                            | [ upper-alpha 47 ]  |
| 1993 | Sam & Max Hit the Road                   | Adventure             | LucasArts                              | PC                                | [ upper-alpha 48 ]  |
| 1993 | Secret of Mana                           | Action role-playing   | Square                                 | Super NES                         | [ upper-alpha 49 ]  |
| 1993 | SimCity 2000                             | City-building         | Maxis                                  | Macintosh                         | [ upper-alpha 50 ]  |
| 1994 | Donkey Kong Country                      | Platform              | Nintendo                               | Super NES                         | [ upper-alpha 51 ]  |
| 1994 | EarthBound                               | Role-playing          | Nintendo                               | Super NES                         | [ upper-alpha 52 ]  |
| 1994 | Final Fantasy VI                         | Role-playing          | Square                                 | Super NES                         | [ upper-alpha 53 ]  |
| 1994 | Star Wars: TIE Fighter                   | Space simulation      | LucasArts                              | PC                                | [ upper-alpha 54 ]  |
| 1994 | Super Metroid                            | Action-adventure      | Nintendo                               | Super NES                         | [ upper-alpha 55 ]  |
| 1994 | UFO: Enemy Unknown                       | Turn-based strategy   | MicroProse                             | PC                                | [ upper-alpha 56 ]  |
| 1995 | Chrono Trigger                           | Role-playing          | Square                                 | Super NES                         | [ upper-alpha 57 ]  |
| 1995 | Yoshi's Island                           | Platform              | Nintendo                               | Super NES                         | [ upper-alpha 58 ]  |
| 1996 | Civilization II                          | Turn-based strategy   | MicroProse                             | PC                                | [ upper-alpha 59 ]  |
| 1996 | Command & Conquer: Red Alert             | Real-time strategy    | Virgin Interactive                     | PC                                | [ upper-alpha 60 ]  |
| 1996 | Duke Nukem 3D                            | First-person shooter  | GT Interactive                         | PC                                | [ upper-alpha 61 ]  |
| 1996 | Pokémon Red and Blue                     | Role-playing          | Nintendo                               | Game Boy                          | [ upper-alpha 62 ]  |
| 1996 | Quake                                    | First-person shooter  | GT Interactive                         | PC                                | [ upper-alpha 63 ]  |
| 1996 | Resident Evil                            | Survival horror       | Capcom                                 | PlayStation                       | [ upper-alpha 64 ]  |
| 1996 | Super Mario 64                           | Platform              | Nintendo                               | Nintendo 64                       | [ upper-alpha 65 ]  |
| 1996 | Tomb Raider                              | Action-adventure      | Eidos Interactive                      | Sega Saturn                       | [ upper-alpha 66 ]  |
| 1997 | Castlevania: Symphony of the Night       | Action-adventure      | Konami                                 | PlayStation                       | [ upper-alpha 67 ]  |
| 1997 | Final Fantasy Tactics                    | Tactical role-playing | Square                                 | PlayStation                       | [ upper-alpha 68 ]  |
| 1997 | Final Fantasy VII                        | Role-playing          | Square                                 | PlayStation                       | [ upper-alpha 69 ]  |
| 1997 | GoldenEye 007                            | First-person shooter  | Nintendo                               | Nintendo 64                       | [ upper-alpha 70 ]  |
| 1997 | Gran Turismo                             | Racing                | Sony Computer Entertainment            | PlayStation                       | [ upper-alpha 71 ]  |
| 1997 | Star Fox 64                              | Shoot 'em up          | Nintendo                               | Nintendo 64                       | [ upper-alpha 72 ]  |
| 1997 | Star Wars Jedi Knight: Dark Forces II    | First-person shooter  | LucasArts                              | PC                                | [ upper-alpha 73 ]  |
| 1997 | Tekken 3                                 | Fighting              | Namco                                  | Arcade                            | [ upper-alpha 74 ]  |
| 1998 | Fallout 2                                | Role-playing          | Interplay Entertainment                | PC                                | [ upper-alpha 75 ]  |
| 1998 | Grim Fandango                            | Adventure             | LucasArts                              | PC                                | [ upper-alpha 76 ]  |
| 1998 | Half-Life                                | First-person shooter  | Sierra Studios                         | PC                                | [ upper-alpha 77 ]  |
| 1998 | The Legend of Zelda: Ocarina of Time     | Action-adventure      | Nintendo                               | Nintendo 64                       | [ upper-alpha 78 ]  |
| 1998 | Metal Gear Solid                         | Stealth               | Konami                                 | PlayStation                       | [ upper-alpha 79 ]  |
| 1998 | Panzer Dragoon Saga                      | Role-playing          | Sega                                   | Sega Saturn                       | [ upper-alpha 80 ]  |
| 1998 | SoulCalibur                              | Fighting              | Namco                                  | Arcade                            | [ upper-alpha 81 ]  |
| 1998 | StarCraft                                | Real-time strategy    | Blizzard Entertainment                 | PC                                | [ upper-alpha 82 ]  |
| 1998 | Thief: The Dark Project                  | Stealth               | Eidos Interactive                      | PC                                | [ upper-alpha 83 ]  |
| 1999 | Age of Empires II                        | Real-time strategy    | Microsoft Game Studios                 | PC                                | [ upper-alpha 84 ]  |
| 1999 | Homeworld                                | Real-time strategy    | Sierra Studios                         | PC                                | [ upper-alpha 85 ]  |
| 1999 | Planescape: Torment                      | Role-playing          | Interplay Entertainment                | PC                                | [ upper-alpha 86 ]  |
| 1999 | Quake III: Arena                         | First-person shooter  | Activision                             | PC                                | [ upper-alpha 87 ]  |
| 1999 | Shenmue                                  | Adventure             | Sega                                   | Dreamcast                         | [ upper-alpha 88 ]  |
| 1999 | System Shock 2                           | First-person shooter  | Electronic Arts                        | PC                                | [ upper-alpha 89 ]  |
| 2000 | Baldur's Gate II: Shadows of Amn         | Role-playing          | Black Isle Studios                     | PC                                | [ upper-alpha 90 ]  |
| 2000 | Counter-Strike                           | First-person shooter  | Valve Corporation                      | PC                                | [ upper-alpha 91 ]  |
| 2000 | Deus Ex                                  | Action role-playing   | Eidos Interactive                      | PC                                | [ upper-alpha 92 ]  |
| 2000 | Diablo II                                | Action role-playing   | Blizzard Entertainment                 | PC                                | [ upper-alpha 93 ]  |
| 2000 | Jet Set Radio                            | Platform              | Sega                                   | Dreamcast                         | [ upper-alpha 94 ]  |
| 2000 | The Legend of Zelda: Majora's Mask       | Action-adventure      | Nintendo                               | Nintendo 64                       | [ upper-alpha 95 ]  |
| 2000 | The Sims                                 | Life simulation       | Electronic Arts                        | PC                                | [ upper-alpha 96 ]  |
| 2000 | Thief II: The Metal Age                  | Stealth               | Eidos Interactive                      | PC                                | [ upper-alpha 97 ]  |
| 2000 | Tony Hawk's Pro Skater 2                 | Sports                | Activision                             | PlayStation                       | [ upper-alpha 98 ]  |
| 2001 | Advance Wars                             | Turn-based tactics    | Nintendo                               | Game Boy Advance                  | [ upper-alpha 99 ]  |
| 2001 | Animal Crossing                          | Life simulation       | Nintendo                               | Nintendo 64                       | [ upper-alpha 100 ] |
| 2001 | Final Fantasy X                          | Role-playing          | Square                                 | PlayStation 2                     | [ upper-alpha 101 ] |
| 2001 | Gran Turismo 3: A-Spec                   | Racing                | Sony Computer Entertainment            | PlayStation 2                     | [ upper-alpha 102 ] |
| 2001 | Grand Theft Auto III                     | Action-adventure      | Rockstar Games                         | PlayStation 2                     | [ upper-alpha 103 ] |
| 2001 | Halo: Combat Evolved                     | First-person shooter  | Microsoft Game Studios                 | Xbox                              | [ upper-alpha 104 ] |
| 2001 | Ico                                      | Action-adventure      | Sony Computer Entertainment            | PlayStation 2                     | [ upper-alpha 105 ] |
| 2001 | Ikaruga                                  | Shoot 'em up          | Sega                                   | Arcade                            | [ upper-alpha 106 ] |
| 2001 | Max Payne                                | Third-person shooter  | Gathering of Developers                | PC                                | [ upper-alpha 107 ] |
| 2001 | Metal Gear Solid 2: Sons of Liberty      | Stealth               | Konami                                 | PlayStation 2                     | [ upper-alpha 108 ] |
| 2001 | Rez                                      | Shoot 'em up          | Sega                                   | Dreamcast                         | [ upper-alpha 109 ] |
| 2001 | Silent Hill 2                            | Survival horror       | Konami                                 | PlayStation 2                     | [ upper-alpha 110 ] |
| 2001 | Super Smash Bros. Melee                  | Fighting              | Nintendo                               | GameCube                          | [ upper-alpha 111 ] |
| 2002 | Grand Theft Auto: Vice City              | Action-adventure      | Rockstar Games                         | PlayStation 2                     | [ upper-alpha 112 ] |
| 2002 | The Legend of Zelda: The Wind Waker      | Action-adventure      | Nintendo                               | GameCube                          | [ upper-alpha 113 ] |
| 2002 | Metroid Prime                            | Action-adventure      | Nintendo                               | GameCube                          | [ upper-alpha 114 ] |
| 2002 | Soulcalibur II                           | Fighting              | Namco                                  | Arcade                            | [ upper-alpha 115 ] |
| 2003 | Beyond Good & Evil                       | Action-adventure      | Ubisoft                                | PlayStation 2                     | [ upper-alpha 116 ] |
| 2003 | Prince of Persia: The Sands of Time      | Action-adventure      | Ubisoft                                | PlayStation 2                     | [ upper-alpha 117 ] |
| 2003 | Star Wars: Knights of the Old Republic   | Role-playing          | LucasArts                              | Xbox                              | [ upper-alpha 118 ] |
| 2003 | WarioWare, Inc.: Mega Microgames!        | Action                | Nintendo                               | Game Boy Advance                  | [ upper-alpha 119 ] |
| 2004 | Burnout 3: Takedown                      | Racing                | Electronic Arts                        | PlayStation 2, Xbox               | [ upper-alpha 120 ] |
| 2004 | Grand Theft Auto: San Andreas            | Action-adventure      | Rockstar Games                         | PlayStation 2                     | [ upper-alpha 121 ] |
| 2004 | Half-Life 2                              | First-person shooter  | Valve Corporation                      | PC                                | [ upper-alpha 122 ] |
| 2004 | Katamari Damacy                          | Action                | Namco                                  | PlayStation 2                     | [ upper-alpha 123 ] |
| 2004 | Metal Gear Solid 3: Snake Eater          | Stealth               | Konami                                 | PlayStation 2                     | [ upper-alpha 124 ] |
| 2004 | Rome: Total War                          | Strategy              | Activision                             | PC                                | [ upper-alpha 125 ] |
| 2004 | World of Warcraft                        | MMORPG                | Blizzard Entertainment                 | PC                                | [ upper-alpha 126 ] |
| 2005 | Civilization IV                          | Turn-based strategy   | 2K Games                               | PC                                | [ upper-alpha 127 ] |
| 2005 | Devil May Cry 3: Dante's Awakening       | Action-adventure      | Capcom                                 | PlayStation 2                     | [ upper-alpha 128 ] |
| 2005 | God of War                               | Action-adventure      | Sony Computer Entertainment            | PlayStation 2                     | [ upper-alpha 129 ] |
| 2005 | Guitar Hero                              | Rhythm                | RedOctane                              | PlayStation 2                     | [ upper-alpha 130 ] |
| 2005 | Psychonauts                              | Platform              | Majesco                                | PC                                | [ upper-alpha 131 ] |
| 2005 | Resident Evil 4                          | Survival horror       | Capcom                                 | GameCube                          | [ upper-alpha 132 ] |
| 2005 | Shadow of the Colossus                   | Action-adventure      | Sony Computer Entertainment            | PlayStation 2                     | [ upper-alpha 133 ] |
| 2005 | Tom Clancy's Splinter Cell: Chaos Theory | Stealth               | Ubisoft                                | Xbox                              | [ upper-alpha 134 ] |
| 2006 | The Elder Scrolls IV: Oblivion           | Role-playing          | Bethesda Softworks                     | PC, Xbox 360                      | [ upper-alpha 135 ] |
| 2006 | Gears of War                             | Third-person shooter  | Microsoft Game Studios                 | Xbox 360                          | [ upper-alpha 136 ] |
| 2006 | Hitman: Blood Money                      | Stealth               | Eidos Interactive                      | PC, PlayStation 2, Xbox, Xbox 360 | [ upper-alpha 137 ] |
| 2006 | Ōkami                                    | Action-adventure      | Capcom                                 | PlayStation 2                     | [ upper-alpha 138 ] |
| 2006 | Wii Sports                               | Sports                | Nintendo                               | Wii                               | [ upper-alpha 139 ] |
| 2007 | BioShock                                 | First-person shooter  | 2K Games                               | PC, Xbox 360                      | [ upper-alpha 140 ] |
| 2007 | Call of Duty 4: Modern Warfare           | First-person shooter  | Activision                             | PC, PlayStation 3, Xbox 360       | [ upper-alpha 141 ] |
| 2007 | God of War II                            | Action-adventure      | Sony Computer Entertainment            | PlayStation 2                     | [ upper-alpha 142 ] |
| 2007 | Halo 3                                   | First-person shooter  | Microsoft Game Studios                 | Xbox 360                          | [ upper-alpha 143 ] |
| 2007 | Portal                                   | Puzzle platformer     | Valve Corporation                      | PC, Xbox 360                      | [ upper-alpha 144 ] |
| 2007 | Super Mario Galaxy                       | Platform              | Nintendo                               | Wii                               | [ upper-alpha 145 ] |
| 2007 | Team Fortress 2                          | First-person shooter  | Valve Corporation                      | PC                                | [ upper-alpha 146 ] |
| 2008 | Braid                                    | Puzzle platformer     | Microsoft Game Studios                 | Xbox 360                          | [ upper-alpha 147 ] |
| 2008 | Dead Space                               | Survival horror       | Electronic Arts                        | PlayStation 3, Xbox 360           | [ upper-alpha 148 ] |
| 2008 | Fallout 3                                | Action role-playing   | Bethesda Softworks                     | PC, PlayStation 3, Xbox 360       | [ upper-alpha 149 ] |
| 2008 | Grand Theft Auto IV                      | Action-adventure      | Rockstar Games                         | PlayStation 3, Xbox 360           | [ upper-alpha 150 ] |
| 2008 | Persona 4                                | Role-playing          | Atlus                                  | PlayStation 2                     | [ upper-alpha 151 ] |
| 2008 | Spelunky                                 | Platform              | Derek Yu                               | PC                                | [ upper-alpha 152 ] |
| 2009 | Assassin's Creed II                      | Action-adventure      | Ubisoft                                | PlayStation 3, Xbox 360           | [ upper-alpha 153 ] |
| 2009 | Batman: Arkham Asylum                    | Action-adventure      | Warner Bros. Interactive Entertainment | PlayStation 3, Xbox 360           | [ upper-alpha 154 ] |
| 2009 | Left 4 Dead 2                            | First-person shooter  | Valve Corporation                      | PC, Xbox 360                      | [ upper-alpha 155 ] |
| 2009 | Uncharted 2: Among Thieves               | Action-adventure      | Sony Computer Entertainment            | PlayStation 3                     | [ upper-alpha 156 ] |
| 2010 | Limbo                                    | Platform              | Microsoft Game Studios                 | Xbox 360                          | [ upper-alpha 157 ] |
| 2010 | Mass Effect 2                            | Action role-playing   | Electronic Arts                        | PC, Xbox 360                      | [ upper-alpha 158 ] |
| 2010 | Red Dead Redemption                      | Action-adventure      | Rockstar Games                         | PlayStation 3, Xbox 360           | [ upper-alpha 159 ] |
| 2010 | StarCraft II: Wings of Liberty           | Real-time strategy    | Activision                             | PC                                | [ upper-alpha 160 ] |
| 2010 | Super Mario Galaxy 2                     | Platform              | Nintendo                               | Wii                               | [ upper-alpha 161 ] |
| 2010 | Super Meat Boy                           | Platform              | Team Meat                              | Xbox 360                          | [ upper-alpha 162 ] |
| 2011 | Batman: Arkham City                      | Action-adventure      | Warner Bros. Interactive Entertainment | PlayStation 3, Xbox 360           | [ upper-alpha 163 ] |
| 2011 | Dark Souls                               | Action role-playing   | Namco Bandai Games                     | PlayStation 3, Xbox 360           | [ upper-alpha 164 ] |
| 2011 | The Elder Scrolls V: Skyrim              | Action role-playing   | Bethesda Softworks                     | PC, PlayStation 3, Xbox 360       | [ upper-alpha 165 ] |
| 2011 | Minecraft                                | Sandbox               | Mojang                                 | PC                                | [ upper-alpha 166 ] |
| 2011 | Portal 2                                 | Puzzle-platformer     | Valve Corporation                      | PC, PlayStation 3, Xbox 360       | [ upper-alpha 167 ] |
| 2012 | Dishonored                               | Stealth               | Bethesda Softworks                     | PC, PlayStation 3, Xbox 360       | [ upper-alpha 168 ] |
| 2012 | Journey                                  | Adventure             | Sony Computer Entertainment            | PlayStation 3                     | [ upper-alpha 169 ] |
| 2012 | The Walking Dead                         | Adventure             | Telltale Games                         | PC, PlayStation 3, Xbox 360       | [ upper-alpha 170 ] |
| 2013 | Grand Theft Auto V                       | Action-adventure      | Rockstar Games                         | PlayStation 3, Xbox 360           | [ upper-alpha 171 ] |
| 2013 | The Last of Us                           | Action-adventure      | Sony Computer Entertainment            | PlayStation 3                     | [ upper-alpha 172 ] |
| 2015 | Bloodborne                               | Action role-playing   | Sony Computer Entertainment            | PlayStation 4                     | [ upper-alpha 173 ] |
| 2015 | The Witcher 3: Wild Hunt                 | Action role-playing   | CD Projekt                             | PC, PlayStation 4, Xbox One       | [ upper-alpha 174 ] |
| 2016 | Inside                                   | Platform              | Playdead                               | Xbox One                          | [ upper-alpha 175 ] |
| 2017 | The Legend of Zelda: Breath of the Wild  | Action-adventure      | Nintendo                               | Nintendo Switch, Wii U            | [ upper-alpha 176 ] |

| List    | Publication                | List    | Publication               |
| ------- | -------------------------- | ------- | ------------------------- |
| List 1  | Flux, 1995                 | List 22 | The Irish Times, 2013     |
| List 2  | Next Generation, 1996      | List 23 | GamesRadar, 2014          |
| List 3  | Next Generation, 1999      | List 24 | Slant Magazine, 2014      |
| List 4  | Entertainment Weekly, 2003 | List 25 | Popular Mechanics, 2014   |
| List 5  | IGN, 2003                  | List 26 | GamesRadar, 2015          |
| List 6  | The Age, 2005              | List 27 | IGN, 2015                 |
| List 7  | IGN, 2005                  | List 28 | Edge, 2015                |
| List 8  | Yahoo!, 2005               | List 29 | Hardcore Gaming 101, 2015 |
| List 9  | IGN, 2007                  | List 30 | Time, 2016                |
| List 10 | Stuff, 2008                | List 31 | TheWrap, 2017             |
| List 11 | Empire, 2009               | List 32 | Edge, 2017                |
| List 12 | Game Informer, 2009        | List 33 | Jeuxvideo.com, 2017       |
| List 13 | FHM, 2010                  | List 34 | Stuff.tv, 2017            |
| List 14 | GamesTM, 2010              | List 35 | Polygon, 2017             |
| List 15 | Jeuxvideo.com, 2011        | List 36 | Power Unlimited, 2018     |
| List 16 | GamesRadar, 2011           | List 37 | Game Informer, 2018       |
| List 17 | GamesRadar, 2012           | List 38 | Slant Magazine, 2018      |
| List 18 | G4, 2012                   | List 39 | IGN, 2018                 |
| List 19 | Time, 2012                 | List 40 | GQ, 2018                  |
| List 20 | GamesRadar, 2013           |         |                           |
| List 21 | GamingBolt, 2013           |         |                           |

## Legături externe
- Jocuri cu cele mai mari rating-uri la Metacritic, GameRankings Arhivat în 21 martie 2018, la Wayback Machine., OpenCritic